# Akaflieg Berlin B9
Die B9 war ein zweimotoriges Versuchsflugzeug für liegende Pilotenanordnung der Flugtechnischen Fachgruppe Berlin (FFG Berlin).

## Geschichte
Bereits mit der FS-17 der FFG Stuttgart wurden ab 1938 Untersuchungen zur Belastungsgrenze eines liegenden Piloten bei hohen g-Kräften durchgeführt. Zur Fortsetzung dieser Untersuchungen bekam die FFG Berlin den Auftrag zur Entwicklung eines Motorflugzeuges, das als 8-341 in die RLM-Typenliste eingereiht wurde. Um dem im verglasten Bug in Bauchlage mit Kinnstütze untergebrachten Piloten das Ablesen der Instrumente zu ermöglichen, wurden deren Anzeigen eingespiegelt.
Das in der Nomenklatur der Berliner Akaflieg mit B9 bezeichnete, von Theodor Goedicke, Leo Schmidt und Martin G. Winter konstruierte Flugzeug wurde im Frühjahr 1943 fertiggestellt. Am 10. April 1943 erfolgte der Erstflug mit Hans-Werner Lerche auf dem Flugplatz Schönefeld bei Berlin. Das Flugzeug wurde von mehr als dreißig Piloten von DVL, RLM, DFS und Flugzeugherstellern geflogen. Da die vorgesehenen Me P2-Verstellpropeller nicht zur Verfügung standen, konnten das Flugzeug mit starren Luftschrauben der Firma Schäfer im Sturzflug nur bis 450 km/h Maximalgeschwindigkeit erprobt werden. Das Luftfahrzeugkennzeichen war D-ECAY.

## Konstruktion
Die B9 war ein freitragender Tiefdecker mit Stahlrohrrumpf, Holztragflächen mit Spreizklappe und Spornradfahrwerk mit in die Triebwerksgondeln einziehbarem Hauptfahrwerk einer Messerschmitt Bf 108. Der Antrieb bestand aus zwei Hirth-HM-500A-Motoren mit je 105 PS. Das Bruchlastvielfache der Maschine betrug rechnerisch 25 g, erflogen werden konnte nur ein maximaler Wert von 8,5 g.

## Technische Daten
| Kenngröße             | Daten                            |
| --------------------- | -------------------------------- |
| Besatzung             | 1                                |
| Länge                 | 6,60 m                           |
| Spannweite            | 9,40 m                           |
| Höhe                  | 2,32 m                           |
| Flügelfläche          | 11,9 m²                          |
| Flügelstreckung       | 7,45                             |
| Leermasse             | 940 kg                           |
| Flugmasse             | 1115 kg                          |
| Reisegeschwindigkeit  | 225 km/h                         |
| Höchstgeschwindigkeit |                                  |
| Dienstgipfelhöhe      | 4000 m                           |
| Triebwerke            | 2× Hirth HM 500A, 105 PS (77 kW) |

## Verwandte Entwicklungen
- FFG Stuttgart FS-17 – Versuchssegelflugzeug
- Henschel Hs 132